# جامعة ويك فورست
جامعة ويك فورست (بالإنجليزية: Wake Forest University)‏ هي جامعة، تأسست في 1833، في الولايات المتحدة، وهي عضوة في Digital Library Federation ‏، وScholarly Publishing and Academic Resources Coalition ‏.